# Pityrogramma chrysoconia
Pityrogramma chrysoconia là một loài thực vật có mạch trong họ Adiantaceae. Loài này được (Desv.) Maxon ex Domin miêu tả khoa học đầu tiên năm 1928.